# Böttstein
Böttstein (schweizertyska: Böötschde) är en ort och kommun i distriktet Zurzach i kantonen Aargau, Schweiz. Kommunen har 4 305 invånare (2023).
Kommunens största ort är Kleindöttingen där mer än 2/3 av kommunens befolkning bor. Både orten Böttstein samt Kleindöttingen ligger vid floden Aare.